# Eric Bell (musicista)
Eric Bell (Belfast, 3 settembre 1947) è un chitarrista britannico, noto per essere stato membro dei Thin Lizzy.

## Biografia

### Gli inizi
Bell, iniziò la sua carriera con gruppi locali nell'area di Belfast, inclusa l'ultima incarnazione dei Them con Van Morrison, nel 1966. Ha anche suonato con un certo numero di altre band tra cui Shades of Blue, The Earth Dwellers e The Bluebeats.  

### Thin Lizzy e Fat Mattress
Come chitarrista solista, Bell suonò nei primi tre album dei Thin Lizzy: Thin Lizzy, Shades of a Blue Orphanage e Vagabonds of the Western World; abbandonò la band nel 1974, a causa delle numerose pressioni, per poi unirsi ai Fat Mattress.
Apparve anche come ospite nell'ultimo tour dei Thin Lizzy prima del primo scioglimento nel 1983; e in seguito si unì al gruppo blues rock Mainsqueeze del sassofonista Dick Heckstall-Smith, ex membro dei Colosseum.

### Carriera successiva
Ha continuato ad esibirsi e registrare con la Eric Bell Band negli anni 1990 e 2000, pubblicando diversi album. [13] Ha anche registrato con i Barrelhouse Brothers.  
Nel 2005 si è unito a Gary Moore sul palco per eseguire "Whiskey in the Jar" al concerto tributo a Phil Lynott "The Boy Is Back in Town" al Point Theatre di Dublino. Questo è stato pubblicato in un DVD chiamato One Night in Dublin: A Tribute to Phil Lynott.

## Discografia

### Solista
- 1996 - Live Tonight
- 2008 - Irish Boy
- 2015 - Exile

### Con i Thin Lizzy
- 1971 - Thin Lizzy
- 1972 - Shades of a Blue Orphanage
- 1973 - Vagabonds of the Western World